# 高橋文子
高橋文子（たかはし ふみこ）は、TBSのホームドラマ『渡る世間は鬼ばかり』の主人公・岡倉大吉の三女で同ドラマに登場する架空の人物である。中田喜子が演じている。

## プロフィール
- 生年月日：1961年7月18日
- 住所：東京都目黒区上目黒6-21-3-702（架空）
- 職業：食品会社勤務→専業主婦→「あさま」従業員[1]→「FTトラベル」社長
- 資格：普通自動車運転免許、旅行業務取扱主任者

## 来歴・人物
岡倉大吉・節子夫婦の三女として誕生。
姉妹の中では最も勉強ができて、国立大学を現役で合格。大学在学中にはミスキャンパスに選ばれた経験がある。卒業後は食品会社に勤務し同僚の高橋亨と結婚し、長男・望をもうける。その後は、キャリアウーマンとなり女性で初めて開発チーフにまでのぼりつめた。しかし、仕事に打ち込むあまり息子の望の世話が疎かになり、姑・年子に叱られ、「同居をするか、仕事を辞めるか、離婚するか」と三者択一を迫られ、宮仕えを諦めて「同居」を選んだ。第1シリーズ後半で第2子を妊娠するも流産。亨が会社を辞めて自然食品店「あさま」を始める際に反対したが、父親に「無農薬と有機栽培の区別が分からんのか？」と言われ、離婚届に捺印してもらおうと店を訪れて見たところ、バイトの無能ぶりをみかねて運営に積極的に加わるようになる。その後は年子とも理想の嫁姑関係となるが、年子がアルツハイマー病になりその介護に苦労した。その際、入院させようと言ったが夫は頑として反対。そこで夫と代わった所、入院させる事になったのだが、見舞いに行った際、DVで縛られていたのを見兼ねて退院させ連れ戻す。だが、夫の無駄使いに愚痴をこぼし、店に出ると言って夫に介護を押し付ける。叔母に「週3日ずつ交代で介護と店舗運営すればいいと」言われ修復する。年子が亡くなった後、亨との仲は険悪になり、離婚。宗方直之への恋心が出るものの、宗方と亨は友人で亨が望をハワイに連れていくための画策だったと知り失恋。その後亨と復縁。なお、宗方は葉子と結婚離婚したので義弟になる。
また、望がギターを弾いていることに猛反対し、高校や大学進学に関して厳しくなって教育ママになる。望も頑として音大受験を譲らないので亨が「音大受験しても良いが、文子の希望校も受験しなさい。両方受かったら好きな方に言って良い」と収める。復縁後は亨のホテルの代理店を経営し日本に残って望と二人で暮らし始める。生き甲斐を求めて旅行代理店を開き、望の世話もそっちのけで、家事を放棄して商売にのめりこんでいる。第8シリーズで父の住むハワイに移り住んでしまった望に裏切られたという思いから、酒びたりになりアルコール使用障害になるも、親友・金田利子によって立ち直る。第9シリーズでは、「ハワイに来て欲しい」と言う亨の頼みを聞き入れてハワイの別荘を訪れるが、そこで働くメイドのナンシーが家事を完璧にこなしているのを目の当たりにして、本当に本当の離婚を決心し、亨に望の将来を託して仕事だけを生き甲斐に生きることに決めた。
2013年で文子自身が心筋梗塞で倒れてしまう。その際懸命に見守ってくれた亨と病院を退院後、文子からプロポーズを申し出て復縁・再婚した。
しかし、2016年で亨とうまく行かないことから三度目の離婚をするも、享とは現在も仕事上のパートナーとして付き合っている。
2019年は亨が五月にスマホのレクチャー中に店舗内で過労で倒れている所に亨と五月が帰社した所に発見救急搬送され入院した。
岡倉の姉妹の中でも特に年が離れた妹の葉子と長子のことを気にかけており、葉子が青山に失恋したときは心配でマンションまで駆けつけて慰める優しい一面もある。

## 家族・親戚
- 元夫：高橋亨（会社員→「あさま」店主→「TIH」社長→「FTトラベル」顧問）（演：三田村邦彦）
- 姑：×高橋年子（専業主婦、1998年春ごろ死去）（演：河内桃子×）

### 岡倉家
- 父：×岡倉大吉（会社員→「おたふく」板前→「おかくら」店主、2014年冬死去）（演：藤岡琢也×→宇津井健×）
- 母：×岡倉節子（専業主婦→「おかくら」初代女将、1998年秋死去）（演：山岡久乃×）
- 叔母：森山珠子（ハワイ在住、お金持ちの未亡人）（演：森光子×）
- 姉：野田弥生（専業主婦→看護師→専業主婦→「ラ・メール」勤務→「ごはんや」勤務→「北川保育園」ボランティア→専業主婦→喫茶「花」経営）（演：長山藍子）
- 姉：小島五月（「幸楽」2代目女将）（演：泉ピン子）
- 妹：大原葉子（照明デザイナー→一級建築士）（演：野村真美）
- 妹：本間長子（大学生→銀行員→専業主婦→病院院長秘書→翻訳家→「おかくら」従業員→専業主婦→「おかくら」従業員→「本間クリニック」手伝い）（演：藤田朋子）

### 子供
- 長男：高橋望（保育園児→小学生→中学生→高校生→大学生[2]→「TIH」勤務）（演：冨田真之介）